# Queichtal Nahverkehrsgesellschaft
Die Queichtal Nahverkehrsgesellschaft GmbH (Kurzbezeichnung QNV) ist ein privates Verkehrsunternehmen mit Hauptsitz in Münchweiler an der Rodalb. Sie betreibt Buslinien im Öffentlichen Personennahverkehr der Süd- und Südwestpfalz im Auftrag des Verkehrsverbund Rhein-Neckar.

## Geschichte
Die Ursprünge des Unternehmens gehen auf die 1926 gegründete Pfälzische Autobusgesellschaft zurück. Die eigentliche Gründung in der heutigen Form erfolgte 2012. Das Busliniennetz, das daraufhin teilweise umstrukturiert wurde, wurde zuvor von SüdwestBus betrieben. Dabei wurde darauf geachtet, Parallelverkehr zu Bahnstrecken weitgehend zu vermeiden. In diesem Zuge wurde beispielsweise die Buslinie 523, die die Route Landau–Godramstein–Annweiler–Hauenstein befuhr, eingestellt, da dies dem Verlauf der Bahnstrecke Landau–Rohrbach entspricht. Konzentrierte sich der Verkehr, wie der Unternehmensname verrät, anfangs auf das Queichtal und sein näheres Umland, so kamen ab 2013 das Landauer Umland und 2020 die Gebiete um Germersheim sowie Bad Bergzabern hinzu.

## Standorte
Die Betriebshöfe mit Büro- und Verwaltungsräumen befinden sich in Annweiler am Trifels und Münchweiler an der Rodalb, wobei letzterer als Hauptsitz dient. Zusätzlich verfügt das Unternehmen über mehrere Abstellplätze, die in der Süd- und Südwestpfalz verteilt sind.

## Linienverkehr
Die QNV betreibt die Busliniennetze in den Räumen Landau, Bad Bergzabern, Annweiler und Pirmasens. Eine Besonderheit stellt die Buslinie 527 dar, die vom Bahnhof Annweiler zur Reichsburg Trifels führt und ausschließlich touristischen Zwecken dient.